# Aidan Nesbitt
Aidan Nesbitt (* 5. Februar 1997 in Paisley) ist ein schottischer Fußballspieler, der beim FC Falkirk unter Vertrag steht.

## Karriere

### Verein
Aidan Nesbitt begann seine Karriere in der Youth Academy von Celtic Glasgow. In dieser absolvierte der gelernte Stürmer unter anderem Spiele im Glasgow Cup und der UEFA Youth League, in der er sich sehr treffsicher zeigte. In der Saison 2015/16 der Youth League, verhalf er Celtic durch seine Tore zum Erreichen der folgenden Runden. Am 21. Mai 2015 erzielte Nesbitt einen Hattrick im Endspiel des Glasgow Cup das gegen die Glasgow Rangers mit 5:2 gewonnen wurde. Im September 2015 gab der zu diesem Zeitpunkt 18-Jährige Nesbitt sein Profidebüt im Celtic-Trikot in der Dritten Runde des Scottish League Cup 2015/16 gegen die Raith Rovers. Im Februar 2016 wurde er bis zum Saisonende 2015/16 innerhalb Glasgows an den Ligarivalen Partick Thistle verliehen. Für Thistle debütierte Nesbitt am 23. Februar 2016 im Spiel gegen den FC St. Johnstone. Bis zum Saisonende kam er insgesamt siebenmal für den Verein in der Liga zum Einsatz, bevor er zu Celtic zurückkehrte. Danach folgte eine Leihe zum Zweitligisten Greenock Morton. Im August 2017 wechselte er zu Milton Keynes Dons. Nach zwei Spielzeiten ging er zurück nach Schottland und unterschrieb einen Vertrag beim Zweitligisten Dundee United.

### Nationalmannschaft
Aidan Nesbitt spielte ab dem Jahr 2012 in Länderspielen der Juniorenteams von Schottland. Sein Debüt gab er dabei in der U-15-Nationalmannschaft gegen Italien am 20. März 2012. In den folgenden Jahren kam Nesbitt in der U-16, U-17 und der schottischen U-19 zum Einsatz.